# Strodehne
Strodehne ist ein Ortsteil der Gemeinde Havelaue im Landkreis Havelland in Brandenburg. Bis zum 31. Dezember 2001 war Strodehne eine eigenständige Gemeinde. Seit 1991 besteht eine Partnerschaft zur Gemeinde Elsdorf-Westermühlen im Kreis Rendsburg-Eckernförde in Schleswig-Holstein.
Der Ort liegt an der westlich fließenden Gülper Havel. Am nördlichen und östlichen Ortsrand führt die Landesstraße L 17 vorbei. Die Landesgrenze zu Sachsen-Anhalt verläuft unweit westlich. Südlich erstreckt sich der etwa 660 ha große Gülper See.

## Vorgeschichte
Bei Havelregulierungen wurde um 1930 in einem Altarm der Havel nahe Strodehne ein Stück Hirschgeweih gefunden. Der zerbrochene Lochstab, der ins Mesolithikum (9500 - 4500 v. Chr.) datiert, wurde umgehend untersucht und konserviert. Bis heute ist er das älteste und eines der wertvollsten Objekte im Prignitz-Museum.

## Baudenkmale
In der Liste der Baudenkmale in Havelaue sind für Strodehne sieben Baudenkmale aufgeführt (Stand 2019):
- Gedenkstein für die Binnenschifffahrt (ID-Nummer 09150369)
- Pfarrhaus (ID-Nummer 09150676)
- Bockwindmühle (ID-Nummer 09150368)
- Nadelwehr und Kahnschleuse Gahlberg (ID-Nummer 09150513)
- Dorfkirche (ID-Nummer 09150695)
- Gehöft mit Wohnhaus, Scheune und Stall (ID-Nummer 09150370)
- Gehöft mit Wohnhaus und Stall (ID-Nummer 09150371)

## Persönlichkeiten
- Bernhard Heisig (* 31. März 1925 in Breslau; † 10. Juni 2011 in Strodehne), Maler
- Werner Wolter (* 1926), Politiker (DBD), LPG-Vorsitzender in Strodehne (1954/55)
- Gudrun Brüne (* 15. März 1941 in Berlin; † 25. Januar 2025), Malerin, lebte seit 1999 in Strodehne